# Blagovna znamka
Blagóvna známka (angleško trade mark, trademark ali trade-mark) je pravica industrijske lastnine, s katero se zavaruje kakršenkoli znak ali kombinacija znakov (objekt varstva), ki jih je mogoče grafično prikazati in ki v gospodarskem prometu omogočajo razlikovanje blaga oziroma storitev enega podjetja od blaga ali storitev drugega podjetja. 
V teoriji tržnega komuniciranja ločimo korporativne, storitvene in blagovne znamke. Ker so vse tri na trgu, je njihova nadpomenka »tržna znamka«.

## Blagovna znamka v pravu
Blagovna znamka je sestavni del področja intelektualne lastnine, obsega pa pravice, ki ne izhajajo iz stvarnega prava, so pa tržno zanimive. Te pravice izhajajo iz določene intelektualne aktivnosti na industrijskem, znanstvenem, literarnem in umetniškem področju ter obsega patente, modele, blagovne znamke ter oznake geografskega porekla. V gospodarskem prometu blagovne znamke omogočajo razlikovanje blaga oziroma storitev enega podjetja od blaga ali storitev drugega podjetja in imajo bistven vpliv na konkurenčnost.
Bistvo intelektulane lastnine je, da ustvarjalec nima več nadzora nad uporabo ideje, izumom, glasbenim delom oz. blagovno znamko, ko je enkrat dostopna javnosti. Tudi zakoniti lastnik, ki si je priskrbel lastništvo nad intelektualno stvaritvijo, ne more varovati te lastnine, kot to velja za fizične predmete. To osnovno dejstvo, nemoč varovati intelektualno lastnino s posedovanjem, je opredeljeno s konceptom mednarodnih in notranjih predpisov o intelektualni lastnini in njeni pravni zaščiti.
V Sloveniji imamo na tem področju dva osnovna zakona (Zakon o industrijski lastnini in Zakon o avtorskih in sorodnih pravicah) in uredbo Sveta ES o blagovni znamki Skupnosti, ki velja neposredno. Blagovna znamka se lahko registrira (zavaruje) nacionalno, v ES kot Znamka skupnosti ali mednarodno pri Uradu RS za intelektualno lastnino.

## Tržna znamka v tržnem komuniciranju
Besedo blagovna znamka vse pogosteje nadomeščamo z izrazom »tržna znamka«. V teoriji tržnega komuniciranja namreč poznamo korporativne, storitvene in blagovne znamke. Ker so vse tri na trgu, je njihova nadpomenka in zato najboljši izraz za katerokoli entiteto na trgu ravno tržna znamka.  
Tržna znamka pa ni logotip ali celostna podoba, temveč skupek vtisov, izkušenj in idej, ki jih ima uporabnik o tržni znamki. Tržna znamka je torej v uporabniku, ne pri lastniku znamke. Strokovnjaki zato priporočajo trajen razvoj znamk, po meri ciljnega uporabnika in po priporočilih integriranega (povezanega) tržnega komuniciranja.

### Identiteta znamke
Identiteta znamke so vidni elementi znamke, kot so barva, tipska zasnova in logotip. Ti znamko identificirajo in razlikujejo od drugih v očeh porabnikov. Identiteta znamke izhaja iz tega, kako želi podjetje, da znamčeni produkt vidijo porabniki, in iz namena, zaradi katerega se je podjetje odločilo za znamčenje.
A identiteta znamke ni enaka podobi znamke. Identiteta je notranje organizacijski konstrukt, medtem ko pa je podoba znamke to, kako porabniki dejansko znamko vidijo. Če se ti dve ne skladata in pride do nesoglasja, je to škodljivo za tržni uspeh znamke in njeno vrednost. Podjetja se skozi trženjske procese trudijo, da je podoba čim bolj skladna z identiteto.
Identiteto znamke potrebujejo vsa podjetja, ki znamčijo svoj produkt. Pomembno je tudi, da ima podjetje polno izdelano identiteto, kajti delno in slabo izdelane identitete bodo vodile v slabo postavljanje podobe znamke, kar pa bo imelo negativen vpliv na trženje produktov. Potrebujejo jo lahko tudi osebe, ki sebe gradijo kot znamko. Na primer znani igralci in spletni vplivneži, tudi ti morajo o svoji lastni podobi razmišljati kot o identiteti znamke.

#### Osebnost znamke
Osebnost znamke je pojem, ki opisuje izbor človeških osebnostnih lastnosti, ki se jih pripisuje znamki. Učinkovito vodena znamka lahko skozi osebnost znamke poveča svojo vrednost tako, da je dosledna pri vrednotah, ki jih zastopa in ki si jih deli izbrani segment porabnikov. Kot taka je osebnost znamke nekaj, s čimer se lahko porabniki poistovetijo.  Kot taka je osebnost znamke del identitete znamke. 